# Казімеж-Норберт Каменобродський
Казімеж-Норберт Каменобродський (пол. Kazimierz Norbert Kamienobrodzki;  1874, Львів — 26 серпня 1938, Варшава) — архітектор. Син архітектора Альфреда, брат архітектора Адольфа Каменобродських.

## Біографія
Народився у Львові у 1874 році в родині архітектора і живописця Альфреда Каменобродського та Юзефи Кортсмари (пол. Józefa Krtsmary). У 1894—1896 роках навчався на архітектурному відділі Політехнічної школи у Львові. У березні 1908 року отримав концесію на будівництво у Львові. У 1912 році відкрив власну архітектурно-будівельну фірму на вул. Личаківській, 27а, де офісні, виробничі та житлові будинки, збудовані за його власним проєктом.
Помер 26 серпня 1938 року та похований у Варшаві на Повонзківському цвинтарі (поле № 125, ряд 5, місце 24).

## Реалізовані проєкти
- львівська міська електростанція на Персенківці (у співавторстві з Альфредом Каменобродським та Адольфом Піллером; 1907—1908).
- розбудова фабрики Яна Дашека на вул. Коперника, 56—58 (1908).
- комплекс будівель львівської інфекційної лікарні на вул. Пекарській, 54—56 та вулиці Мечникова, 14 у стриманих формах модернізованого бароко та пізнього модерну (у співавторстві з Тадеушем Врубелем, 1912).
- житлові будинки для працівників львівського трамвайного депо на вул. Промисловій (1912).
- реконструкція частини помешкання Бруно Стшелецького на нинішній вул. Стефаника, 11 (у співавторстві з Адольфом Каменобродським, 1927)[2].
- комплекс будівель Львівської обласної дитячої клінічна лікарні «Охматдит» на нинішній вул. Лисенка, 31 (у співавторстві з Адольфом Каменобродським, 1927—1930)[3][4].
- Бібліотека Львівської політехніки на вулиці Професорській, 1. Споруджувала фірма Каменобродського і Міхала Уляма за проектом Тадеуша Обмінського[5].

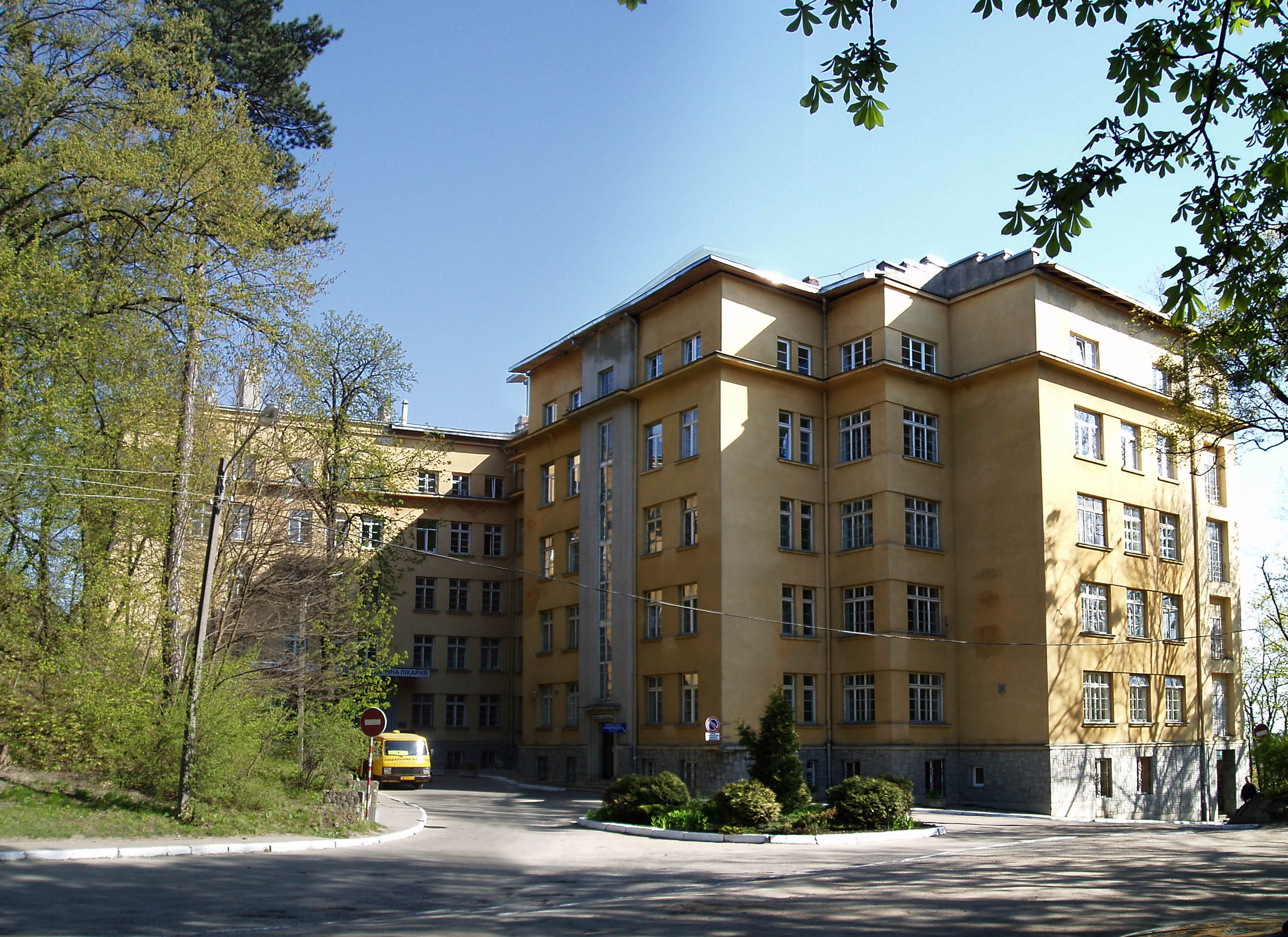
Львівська обласна дитяча клінічна лікарня «Охматдит» (вул. Лисенка, 31)